# روبرت سانديلاندز
روبرت سانديلاندز (بالإنجليزية: Rupert Sandilands)‏ هو مهاجم كرة قدم دولي سابق. لعب خمس مباريات مع منتخب إنجلترا بين عامي 1892 و1896.

## وصلات خارجية
روبرت سانديلاندز على موقع قاعدة بيانات كرة القدم.إي يو (الإنجليزية)
- روبرت سانديلاندز على موقع ناشيونال فوتبول تيمز (الإنجليزية)